# Anrep
Anrep är en tysk, svensk, estländsk, kurländsk, rysk och livländsk adelsätt, känd från medeltiden, ursprungligen från Westfalen.

## Historik
Ätten var under medeltiden bosatt i Tyskland och upptog namnet efter Anreppen som ligger i närheten av Paderborn i Westfalen. Två bröder, omnämnda 1313, är de första personerna ur ätten som är historiskt belagda. Ätten flyttade sedermera med Tyska orden till Livland där Adolf Anreps son Goswin Anrep (nämnd 1470–1501) är känd.

## Förgreningar

### Livland

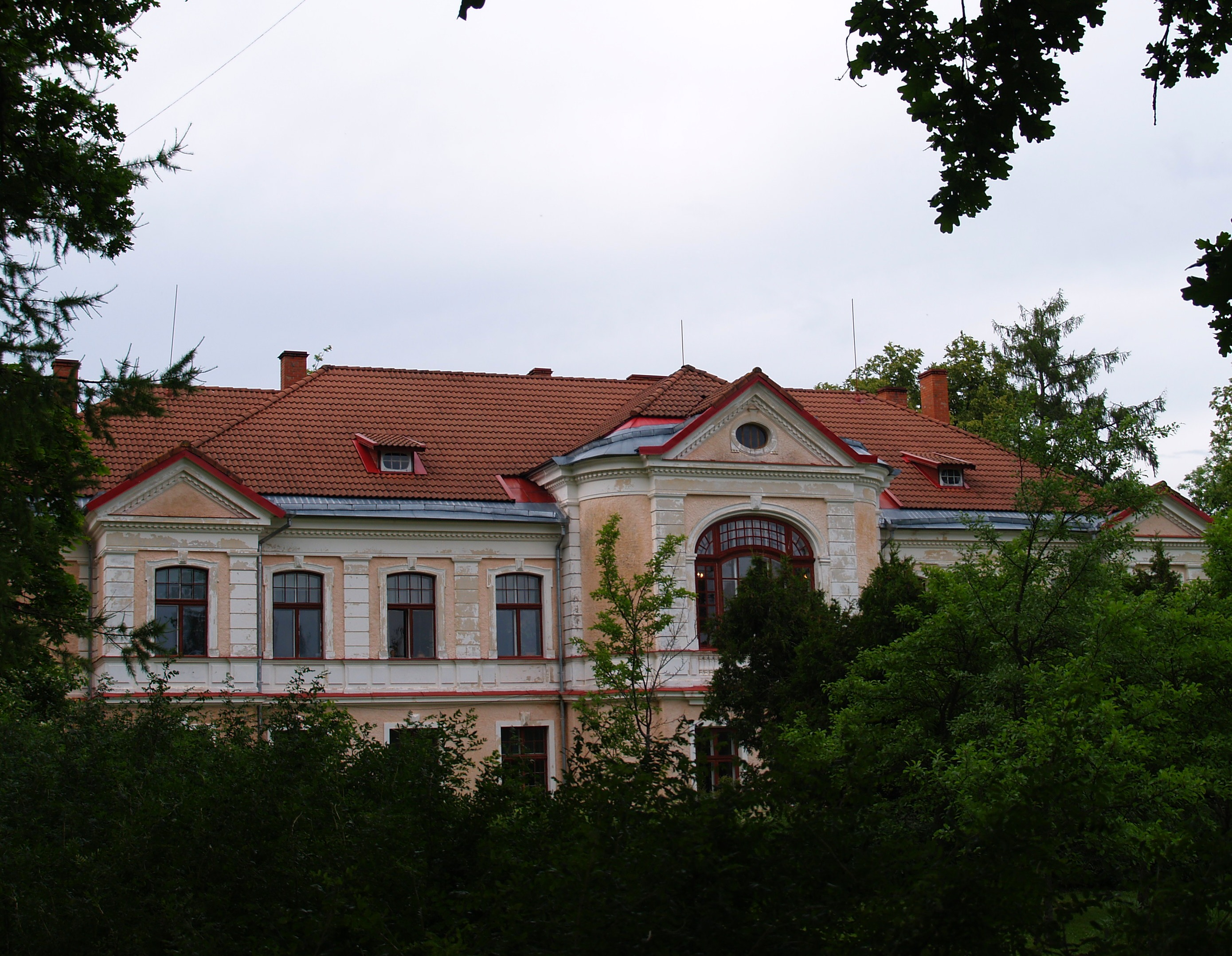
Herrgården Kärstna eller Kerstenhof i byn Kärstna i Estland ägdes av medlemmar ur ätten Anrep från 1740.

Den yngre livländska grenen har introducerats med namnet von Anrep på riddarhusen i Livland 1747, Estland 1745 (huset Tecknal) och Kurland 1854. 1853 upphöjdes en av dessa grenar i grevlig värdighet i Ryssland med namnet von Anrep-Elmpt, men den grenen slocknade 1931.

### Sverige

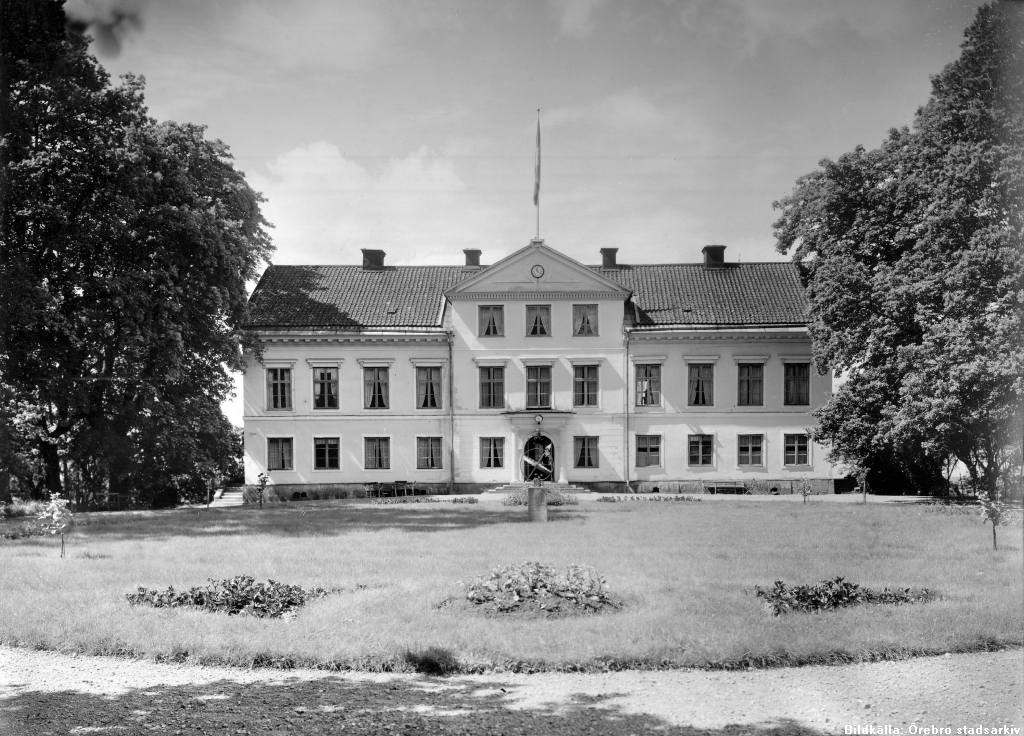
Åkerby herrgård i Närke.

Den svenska ätten härstammar från hans äldste son, som blev förfader till den Reinhold Anrep (död 1622) som inflyttade till Sverige 1601, och skrev sig till Åkerby i Närke. Hans son i andra äktenskapet med Dorothea von Tiesenhausen – Gustaf Anrep – naturaliserades som svensk adelsman och introducerades år 1635 på nummer 236. Han var gift med Christina Siöblad dotter till Anders Nilsson Sjöblad nummer 75 och Britta Olofsdotter Oxehufvud. Ätten fortlevde på svärdssidan med endast en son, majoren vid Närke och Västmanland regemente, Reinhold Anrep, vars hustru Brita Graan var dotter till Johan Graan och Elisabeth Bure, båda tillhörande Bureätten.[källa behövs]
Den svenska adelsätten utgick på svärdssidan 2004, men en utvandrad gren av denna, bosatt i Australien, är fortlevande.[källa behövs] Elisabet Anrep-Nordin behöll sitt flicknamn Anrep när hon gifte sig Nordin, och hennes son Birger Anrep-Nordin tog hennes dubbelnamn.
Den 31 december 2022 uppgav Statistiska centralbyrån att det fanns 8 personer med efternamnet Anrep och 10 med efternamnet Anrep-Nordin som var folkbokförda i Sverige.

## Personer med efternamnen Anrep och Anrep-Nordin
- Alef Herman Anrep (1707–1764), lagman
- Aleph Anrep (1845–1911), ingenjör, konstruktör av torvmaskiner
- Birger Anrep-Nordin (1888–1946), musiklärare, organist och tonsättare
- Edith Anrep (1912–2012), journalist och feminist
- Elisabet Anrep-Nordin (1857–1947), dövstum- och blindpedagog
- Carl Axel Anrep (1835–1897), sångspelsförfattare
- Gustaf Anrep den äldre (1616–1666), militär, far till Gustaf och Reinhold
- Gustaf Anrep (1650–1700), militär, son till Gustaf den äldre
- Gabriel Anrep (1821–1907), genealog
- Reinhold Anrep (1652–1686), militär, son till Gustaf den äldre
- Wilhelm Anrep (1869–1948), jurist